# Steinbruch Straken südöstlich Erwitte
Koordinaten: 51° 35′ 50″ N, 8° 22′ 13″ O

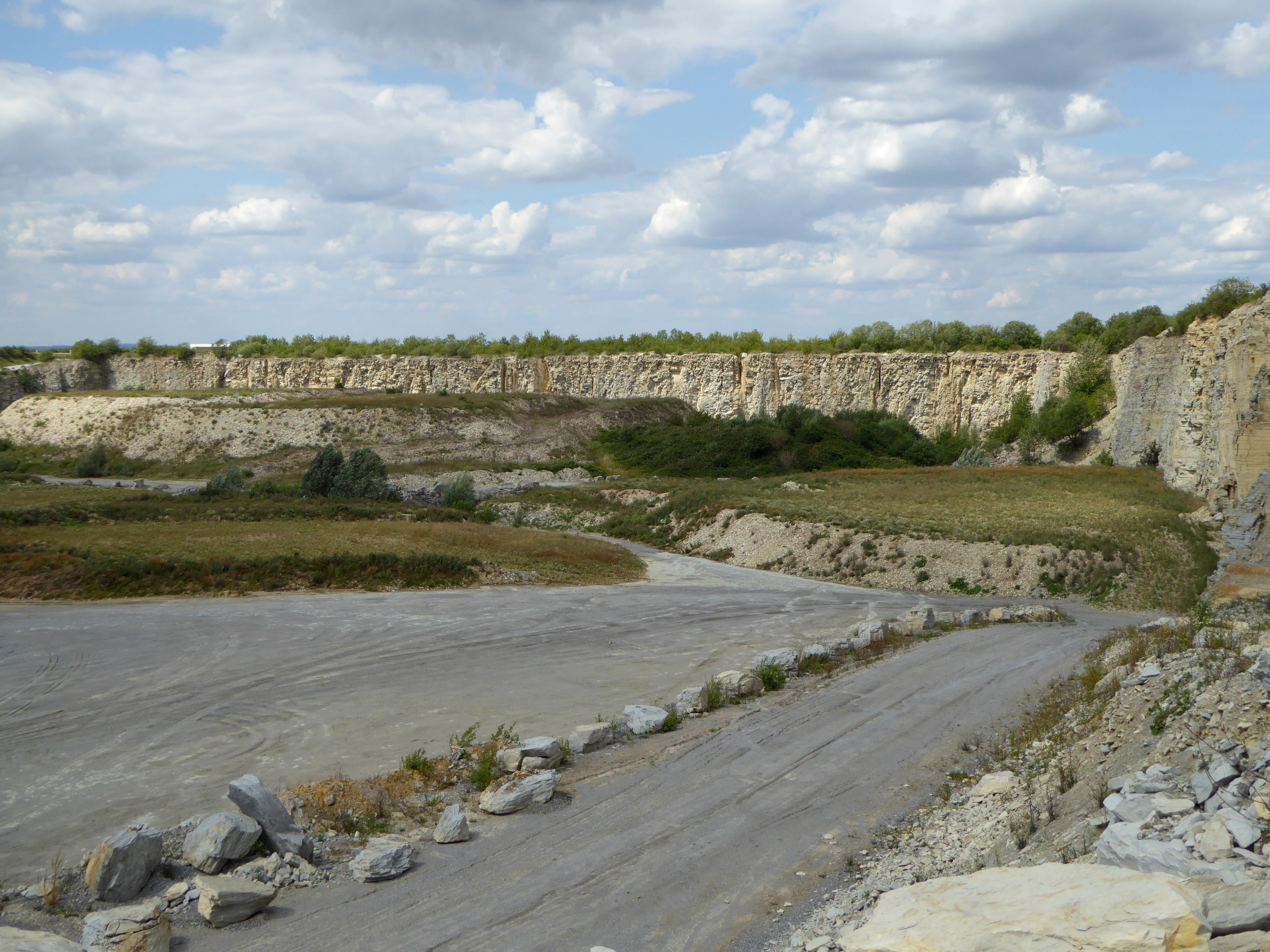
Naturschutzgebiet Steinbruch Straken südöstlich Erwitte (Juli 2015)

Das Naturschutzgebiet Steinbruch Straken südöstlich Erwitte liegt auf dem Gebiet der Stadt Erwitte im Kreis Soest in Nordrhein-Westfalen. Das Gebiet erstreckt sich südöstlich der Kernstadt Erwitte östlich der Berger Straße (= L 735) an der Ecke Hüchtchenweg/Sauerländer Weg, direkt anschließend an das nördlich sich erstreckende Naturschutzgebiet Kalksteinbrüche südöstlich Erwitte. Nördlich verläuft die B 1 und südlich die A 44.

## Bedeutung
Für Erwitte ist seit 1991 ein 7,4850 ha großes Gebiet unter der Schlüsselnummer SO-034 als Naturschutzgebiet ausgewiesen.